# Buturovići kod Drozgometve
Buturovići kod Drozgometve es una población rural de la municipalidad de Hadžići, en Bosnia y Herzegovina.

## Demografía
Hasta 2013 la población era de 62 habitantes.